# Ethiopian Football Federation

Ehemaliges Verbandslogo

Die Ethiopian Football Federation (EFF; amharisch የኢትዮጵያ እግር ኳስ ፌዴሬሽን) ist der Dachverband des Fußballs in Äthiopien. 
Er wurde 1943 gegründet, 1953 Mitglied der FIFA und 1957 Mitglied der Confédération Africaine de Football. Er organisiert die nationale Fußballliga und die Äthiopische Fußballnationalmannschaft der Männer und Frauen. 
Der derzeitige Präsident der EFF ist Isayas Jira Bosho.

## Suspendierung durch FIFA
Am 29. Juli 2008 wurde die EFF von der FIFA suspendiert. Nach dem Rücktritt des damaligen Verbandspräsidenten Ashebir Woldegiorgis am 16. Mai 2009 und Neuwahl eines Präsidenten wurde die Suspendierung des Verbandes am 18. Juli 2009 aufgehoben.